# Felien immunodeficiëntievirus
Kattenaids, ook wel felien immunodeficiëntievirus (FIV) (Engels: feline immunodeficiency virus) genoemd, is een ziekte bij huiskatten, andere katachtigen en hyena's. Het is een retrovirus dat in 1986 voor het eerst is beschreven in de Verenigde Staten. Wereldwijd is inmiddels 11 % van de katten besmet.
Besmetting vindt vaak plaats door (bijt)wonden toegebracht bij gevechten tussen katten. Er zijn echter ook aanwijzingen dat normaal contact tussen katten (via oraal, rectaal en vaginale afscheiding) de ziekte kan overbrengen. De ziekte vertoont sterke gelijkenissen met aids bij mensen, hoewel katten geen hiv kunnen oplopen en mensen geen fiv. Katten worden dan ook vaak gebruikt voor onderzoek naar aids.
FIV infecteert verschillende typen immuuncellen, waaronder monocyten, macrofagen, B- en T-lymfocyten. Chronische infectie wordt gekenmerkt door een sterke vermindering van CD4+ T-helpercellen en verlaging van de ratio van CD4+:CD8+ cellen, tijdens de asymptomatische fase. Daalt de hoeveelheid T-helpercellen onder een bepaalde grens, dan treedt immuundysfunctie op. Deze symptomatische fase ('kattenaids') kenmerkt zich door secundaire en opportunistische infecties.
Hoewel oorspronkelijk werd gedacht dat de afname van CD4+ T-lymfocyten te wijten is aan het doden van deze cellen door FIV, wordt dit veroorzaakt door chronische activatie van het immuunsysteem.

## Verspreiding
| Soort                                                                | Verspreiding (voor zover onderzocht) |
| -------------------------------------------------------------------- | ------------------------------------ |
| Kat (Felis catus)                                                    | wereldwijd                           |
| Leeuw (Panthera leo)                                                 | Afrika                               |
| Poema (Puma concolor)                                                | Amerika                              |
| Rode lynx (Lynx rufus)                                               | Californië                           |
| Manoel (Otocolobus manul)                                            | Mongolië                             |
| Jaguarundi (Puma yagouaroundi)                                       | Latijns-Amerika                      |
| Jachtluipaard (Acinonyx jubatus)                                     | Afrika                               |
| Luipaard (Panthera pardus)                                           | Botswana, Azië                       |
| Ocelot (Leopardus pardalis)                                          | Latijns-Amerika                      |
| Tijger (Panthera tigris)                                             | Azië, dierentuinen in Europa         |
| Gevlekte hyena (Crocuta crocuta) en Gestreepte hyena (Hyaena hyaena) | Serengeti                            |